# Bertil Johansson
Bertil Johansson (Göteborg, 22 marzo 1935 – Hönö, 5 maggio 2021) è stato un allenatore di calcio e calciatore svedese, di ruolo attaccante.

## Carriera
Fu capocannoniere del campionato svedese nel 1958 e nel 1961.

## Palmarès

### Giocatore

#### Competizioni nazionali
- Campionato svedese: 1

Goteborg: 1958

### Allenatore

#### Competizioni nazionali
- Campionato svedese: 1

Goteborg: 1969